# Pseudoprotoceras
Pseudoprotoceras es un género extinto de los artiodáctilos, de la familia Protoceratidae, endémico de América del Norte en el Eoceno, que vivió entre  42—39.9 millones de años, durante alrededor de  2.1 M.a.

## Taxonomía
Pseudoprotoceras fue nombrado por Cook en 1934. Su especie tipo es Pseudoprotoceras longinaris. Fue subjetivamente sinonimizado a Poabromylus por Wilson en 1974. Fue asignado a Protoceratinae por Prothero en 1998 y Webb en 2003 y a Protoceratidae por Cook en 1934, Emry y Storer en 1981, Carroll en 1988 y Prothero y Ludtke en 2007.

## Morfología
Pseudoprotoceras se asemejaba a los ciervos actuales, aunque están más estrechamente emparentados con los camélidos. Poseían cuernos en los lugares típicos además de cuernos faciales adicionales que se localizaban por encima de la cavidad orbitaria. 

### Masa corporal
Cuatro especímenes de Pseudoprotoceras fueron analizados por M. Mendoza, C. M. Janis, and P. Palmqvist.
- Espécimen 1: 47,4 kg (104,5 lb)
- Espécimen 2: 32,8 kg (72,3 lb)
- Espécimen 3: 26,4 kg (58,2 lb)
- Espécimen 4: 22,7 kg (50,0 lb)

Su masa corporal era similar a la de otros Protoceratidae del Eoceno como Heteromeryx y Poabromylus, mayor que la de otros como el Leptotragulus y Leptoreodon y menor que la de los miembros del Mioceno.